# 欧日地区佩尔西
欧日地区佩尔西（法語：Percy-en-Auge，法語發音：[pɛʁsi ɑ̃.n‿oʒ] ⓘ）是法国卡尔瓦多斯省的一个旧市镇，属于利雪区。2017年，欧日地区佩尔西与临近的13个市镇合并为新市镇梅济东瓦莱多日。

## 地理
欧日地区佩尔西（49°3'20"N, 0°3'46"W）面积7.04 平方千米，位于法国诺曼底大区卡爾瓦多斯省，该省份为法国西北部沿海省份，北濒大西洋英吉利海峡，东北与滨海塞纳省以海上边界相接，东临厄尔省，南至奧恩省，西与芒什省接壤。
与欧日地区佩尔西接壤的市镇（或旧市镇、城区）包括：马尼拉康帕涅、勒梅尼勒莫热、梅济东-卡农、乌维尔-拉比安图尔内。

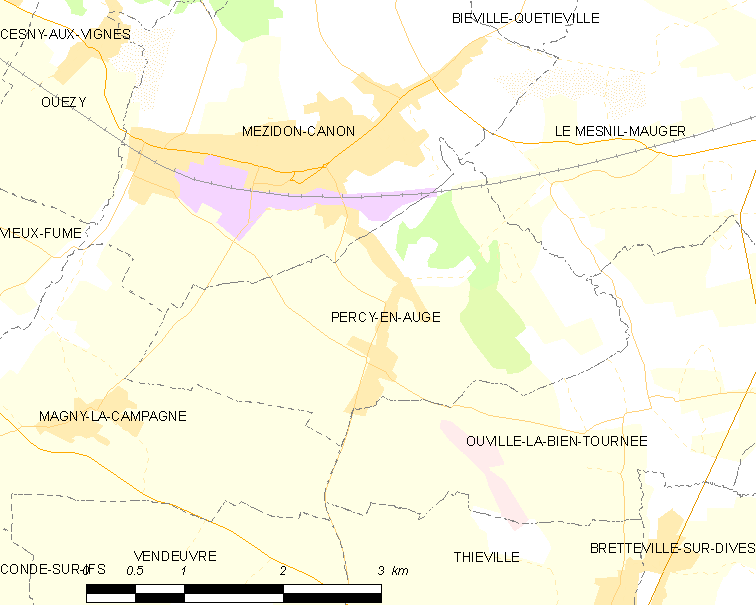
欧日地区佩尔西的OSM定位图

欧日地区佩尔西的时区为UTC+01:00、UTC+02:00（夏令时）。

## 行政
欧日地区佩尔西的邮政编码为14270，INSEE市镇编码为14493。

## 政治
欧日地区佩尔西所属的省级选区为梅济东瓦莱多日县。

## 人口

1962-2008年间欧日地区佩尔西人口变化图示

欧日地区佩尔西于2018年1月1日时的人口数量为234人。